# Mission: Impossible
För andra betydelser, se Mission: Impossible (olika betydelser).
Mission: Impossible är en amerikansk action från 1996 i regi av Brian De Palma med Tom Cruise i huvudrollen som Ethan Hunt. Filmen hade Sverigepremiär den 13 september 1996.

## Handling
Jim Phelps (Jon Voight), ledaren för den fiktiva amerikanska agentbyrån Impossible Missions Force (IMF), får i uppdrag att spåra attaché Alexander Golitsyn (Marcel Iures) vid amerikanska ambassaden i Prag. Golitsyn har stulit hälften av en NOC-lista, en förteckning över alla CIA-agenter i Östeuropa. Av säkerhetsskäl är NOC-listan uppdelad i två delar. Golitsyns del innehåller kodnamn, men den är värdelös utan den andra halvan, där de riktiga namnen står. Den halvan tänker Golitsyn stjäla under en mottagning på ambassaden. Phelps team ska skaffa bildbevis för stölden, skugga Golitsyn till köparen och gripa dem båda två. 
Men snart inser Phelps andreman, Ethan Hunt (Tom Cruise), att uppdraget är på väg att misslyckas: en efter en dödas de andra medlemmarna, inklusive Phelps. Golitsyn mördas och hans NOC-lista försvinner. Hunt lyckas fly och kontaktar IMF:s chef, Kittridge. Snart inser dock Hunt att Kittridge iscensatt hela operationen för att spåra en mullvad, och att eftersom Hunt är den ende i gruppen som överlevde, så är det naturligt att misstänka honom att försöka sälja NOC-listan till vapenhandlaren Max. Återigen flyr Hunt. Han inser dock att den enda chansen att hitta den som verkligen ligger bakom allt är att stjäla NOC-listan från CIA:s högkvarter i Langley och sedan via Max (Vanessa Redgrave) hitta förrädaren. Till sin hjälp har han två andra före detta IMF-agenter, Luther Stickell (Ving Rhames) och Franz Krieger (Jean Reno) samt Phelps fru Claire (Emmanuelle Béart), som också visat sig överleva attacken.

## Om filmen
- Mission: Impossible är regisserad av Brian De Palma. Filmen är en uppföljare till TV-serien På farligt uppdrag. Filmen har i sin tur fått flera uppföljare.
- Mest kända teman är de hemliga meddelanden som spränger sig själva när de kommunicerats; samt signaturmelodin i sin asymmetriska taktart. Larry Mullen Jr och Adam Clayton har gjort den nya versionen av signaturmelodin som hörs i filmen.
- Filmen kom ut även som TV-spel till Nintendo 64 och Playstation.

## Rollista (i urval)
- Tom Cruise – Ethan Hunt
- Jon Voight – Jim Phelps
- Emmanuelle Béart – Claire Phelps
- Henry Czerny – Eugene Kittridge
- Jean Reno – Franz Krieger
- Ving Rhames – Luther Stickell
- Kristin Scott-Thomas – Sarah Davies
- Vanessa Redgrave – Max
- Rolf Saxon – William Donloe
- Emilio Estevez – Jack Harmon (okrediterad)
- Ingeborga Dapkunaite – Hannah Williams
- Marcel Iures – Alexander Golitsyn